# Lac Natuak
Der Lac Natuak ist ein See im Norden der kanadischen Provinz Québec.

## Lage
Der Lac Natuak bildet eine Flussverbreiterung des Rivière aux Mélèzes. Der See befindet sich 225 km südöstlich von Kuujjuaq auf einer Höhe von 142 m. Der See besitzt eine Längsausdehnung in West-Ost-Richtung von 25 km. Seine Breite variiert zwischen 400 m und 2 km. Er bedeckt eine Fläche von 34 km².